# ویلافرانکا دی‌ورونا
ویلافرانکا دی‌ورونا (به ایتالیایی: Villafranca di Verona) یک کومونه در ایتالیا است که در استان ورونا واقع شده‌است. ویلافرانکا دی‌ورونا ۵۷٫۴۳ کیلومتر مربع مساحت و ۳۲٬۸۶۶ نفر جمعیت دارد و ۵۴ متر بالاتر از سطح دریا واقع شده‌است.